# Кріс Качер
Кріс Качер (англ. Chris Kacher) — американський біржовий інвестор та аналітик, один з провідних протеже Вільяма О'Ніла. Він відомий отриманням чистого прибутку понад 18000 % за період з 1996 по 2002 рік, описавши це у свої книзі «Trade Like an O'Neil Disciple: How We Made 18,000 % in the Stock Market», яка стала однією з найкращих книг з трейдингу у США 2010 року.
У своїй книзі Кріс розробив концепт Pocket Pivot, ранній індикатор зміни напрямку тренду, що успішно застосовується індивідуальними трейдерами.
Перед трейдингом Кріс зробив блискучу кар'єру у ядерній фізиці. Він виграв нагороду Чарльза Коріела, головну нагороду Американського хімічного товариства для молодих науковців бакалаврату у царині ядерних наук. Навчаючись в Університеті Каліфорнії, Берклі, він, поруч з такими провідними ядерними науковцями світу як Альберт Гіорсо та Ґленн Сіборґ, зробив свій внесок у підтвердження існування сіборгію та синтез атому дармштадтію. Кріс Качер отримав доктора філософії у 1995 році.
Доктор Кріс Качер регулярно з'являється в усіх провідних американських бізнес-медіа, а також спільно з Гілом Моралесом веде колонку на фінансовому вебсайті MarketWatch. Він є співзасновником навчально-консультаційного вебсайту VirtueOfSelfishInvesting.com.

## Книги
- The Wiley Trading Guide, Volume II
- Trade Like an O'Neil Disciple: How We Made 18,000 % in the Stock Market
- In the Trading Cockpit with the O'Neil Disciples
- Short-Selling with the O'Neil Disciples: Turn to the Dark Side of Trading[4]

## Виноски
1. ↑  Power, Ben. «Amazing Returns» [Архівовано 15 березня 2011 у Wayback Machine.], Журнал YourTradingEdge, Листопад/Грудень 2010, Перевірено 2011-5-5. (англ.)
2. ↑  Sherman, Jonathan.«How Individuals Can Beat Institutional Investors» [Архівовано 25 квітня 2011 у Wayback Machine.], Форбс, Retrieved on 2011-5-5. (англ.)
3. ↑  Ghiorso, A.; Lee, D. (1995). Evidence for the possible synthesis of element 110 produced by the 59Co+209Bi reaction. Physical Review C. 51: R2293. doi:10.1103/PhysRevC.51.R2293. (англ.)
4. ↑  Short-Selling with the O'Neil Disciples: Turn to the Dark Side of Trading [Архівовано 10 січня 2015 у Wayback Machine.] на сайті Wiley